# Brognon (Ardennes)
Brognon település Franciaországban, Ardennes megyében. Lakosainak száma 130 fő (2022. január 1.). Brognon La Neuville-aux-Joûtes és Signy-le-Petit községekkel határos.

## Népesség
A település népességének változása:
| Lakosok száma | 197  | 153  | 142  | 133  | 153  | 152  | 148  | 146  | 141  | 130  |
|               | 1968 | 1982 | 1990 | 2006 | 2013 | 2015 | 2017 | 2019 | 2020 | 2022 |